# Boytronic
A Boytronic német elektropop/szintipop együttes volt az 1980-as és 1990-es években. Tagjai Holger Wobker, Hans Johm és Michael Maria Ziffels.

## Története
A zenekar 1983-ban alakult. Az 1980-as években voltak a legsikeresebbek. 2006 óta nem aktívak.

## Diszkográfia

### Albumok
- The Working Model (1983)
- Continental (1985)
- Godspell (kiadatlan) (1986)
- Lovers & other strangers - Dalok: Heroin / Charlotte / Horseback (1988)
- Love for Sale (1988)
- Boyzclub Remixes (1991)
- The Heart And The Machine (1992)
- A Feather on the Breath of God (kiadatlan) (1995)
- Autotunes (2002)
- The Working Model - Reverse (2003)
- Maxi (2004)
- The Continental (The Replace) (2005)
- Dependence (2006)
- Drowning Tonight (2006)
- Jewel (2017)
- The Robot Treatment (2019)

### Kislemezek
- You (1983) (GER No. 10)
- Luna Square (1983)
- Diamonds And Loving Arms (1984)
- You (USA kiadás) (1984)
- Man In A Uniform (1984)
- Hold On (1984)
- Late Night Satellite (1985)
- Hurts (1986)
- You ('86 kiadás) (1986)
- Bryllyant (1988)
- I Will Survive (1988)
- Tears (1988)
- Don't Let me Down (1988) (GER No. 45)
- Trigger Track '89 (1989)
- Hold On ('91 kiadás) (1991)
- You ('91 kiadás) (1991)
- Pictures Of You (1992)
- My Baby Lost Her Way (1992)
- Send Me An Angel (1994) (GER No. 95)
- Blue Velvet (1995)
- Living Without You 1 (2002)
- Living Without You 2 (2002)

## Fordítás
- Ez a szócikk részben vagy egészben  a   Boytronic című angol Wikipédia-szócikk fordításán alapul.  Az eredeti cikk szerkesztőit annak laptörténete sorolja fel. Ez a jelzés csupán a megfogalmazás eredetét és a szerzői jogokat jelzi, nem szolgál a cikkben szereplő információk forrásmegjelöléseként.